# Церква Святої Анастасії (Верона)
Церква Святої Анастасії (італ. Chiesa di Santa Anastasia) — базиліка у місті Верона на півночі Італії. Це найбільша церква міста. Належить ордену домініканців. Розташована в найдавнішій частині міста біля мосту Понте П'єтра. Названа на честь християнської великомучениці Анастасії Фармаколітрії. 

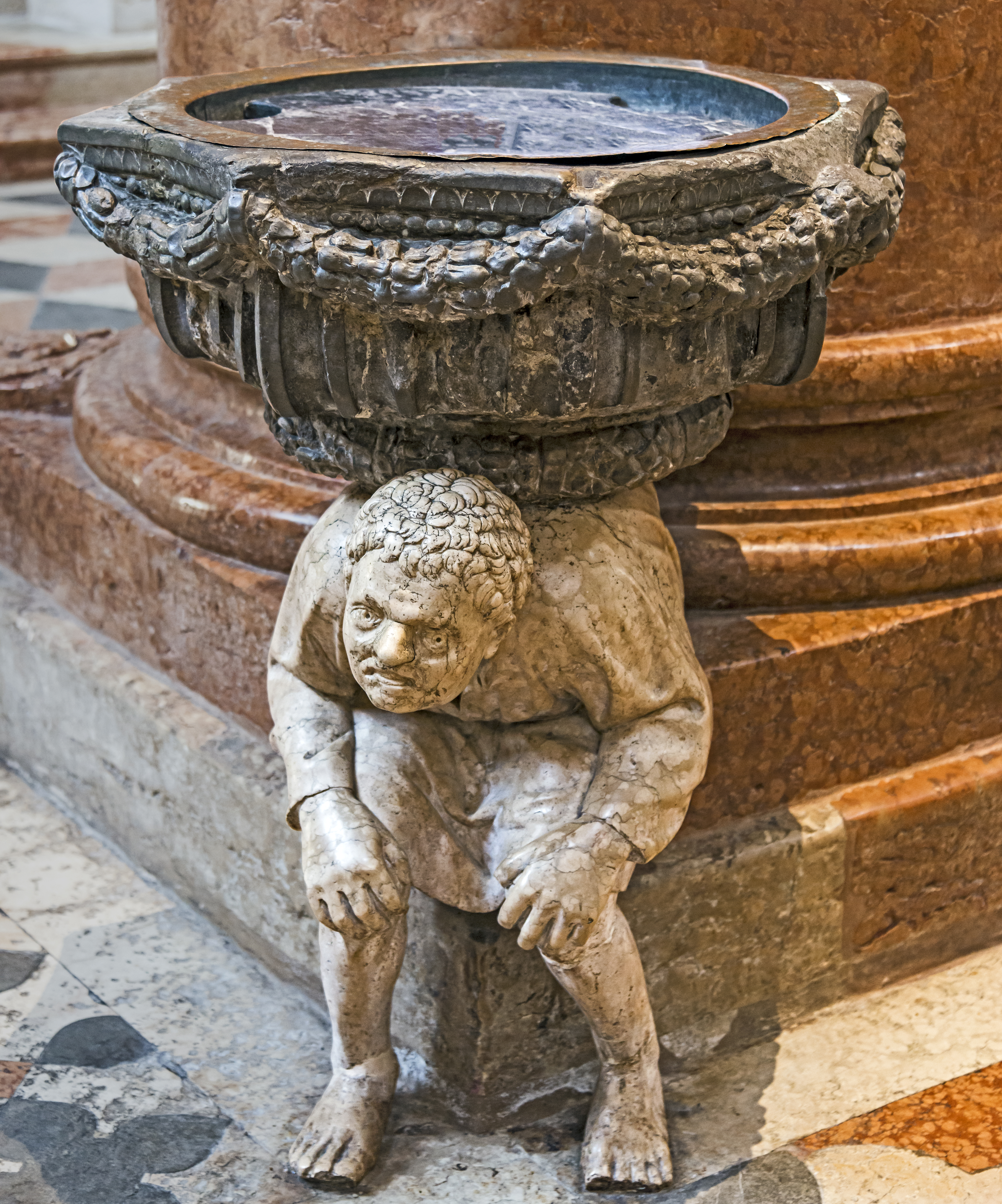
Чаша з освяченою водою

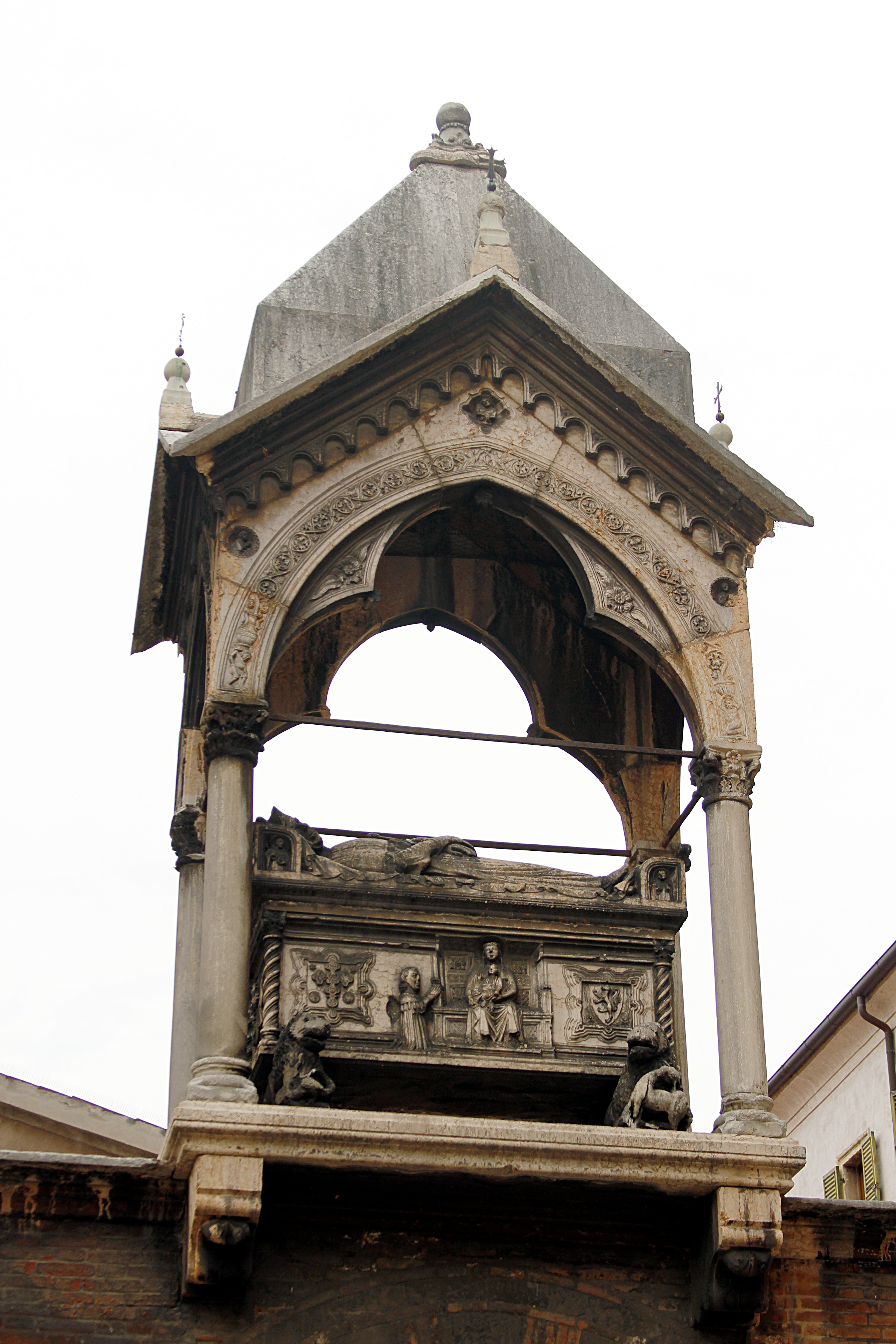
Арка з саркофагом Гульєльмо ді Кастельбарко

## Історія
Колись тут стояла інша церква, також зведена на честь цієї святої за наказом імператора Теодориха Великого. Будівництво нинішньої базиліки почалося в 1290 році, за проектом домініканських ченців Фра Бенвенуто да Болонья та Фра Нікола да Імола. Спорудження храму було завершене тільки в 1400 році. У 1471 році відбулося освячення нового храму. Насправді він був освячений на честь святого Петра Веронского, проте місцеві жителі з самого початку називали базиліку ім'ям попередньої церкви, і під цим ім'ям вона стала відома і за межами Італії.

## Опис
Центральний фасад церкви з простим вікном-розеткою залишився незавершеним - його верхня частина не облицьована. Головний вхід, декорований барельєфами Риджина ді Енріко, які зображують сцени з Нового заповіту і житія святої Анастасії, має два дверні прорізи. До високої апсиди базиліки прибудована дзвіниця, яку вінчає гостроверхий шпиль. А поруч стоїть саркофаг полководця Гульєльмо ді Кастельбарко, що створений на початку 14 століття і, який, як вважається, послужив зразком для знаменитих арок Скалигерів.
Усередині базиліка складається з центрального нефа і двох бічних прибудов, розділених колонадою з 12 мармурових колон. Вони в свою чергу впираються в звід, прикрашений рослинним орнаментом. У лівому бічному приділі встановлена гробниця Кортезі Серего, зроблений в 1432 році, а біля входу стоять водосвятні чаші 16 століття, поруч з якими можна побачити так званих «горбанів святої Анастасії» - гротескні статуї. Над порталом розташовані зображення єпископа, ще веде народ Верони, і святого Петра Веронського з монахами. Центральна колона, що стоїть між дверними отворами, прикрашена барельєфами святого Домініка, святого Петра Веронского і святого Томаса. На підлозі церкви в 1462 році художник П'єтро да Порлецца виклав чудову мозаїку з білого, рожевого і сіро-блакитного місцевого мармуру, яким також частково облицьований вхід в базиліку.